# Chief of the National Guard Bureau

Kommandoflagge des Chief of the National Guard Bureau (seit 2008)

Der Chief of the National Guard Bureau (CNGB, deutsch etwa (Stabs-)Chef des Nationalgardeamts) ist der ranghöchste Offizier der Nationalgarde der Vereinigten Staaten und Leiter des dem Verteidigungsministerium unterstellten National Guard Bureau in Arlington, Virginia.
Die Dienststellung wurde im Laufe der Zeit mehrmals aufgewertet, seit 2008 bekleidet der CNGB den Rang eines Generals und ist qua Amt auch Mitglied des Vereinigten Generalstabs der Streitkräfte der Vereinigten Staaten. Da die Nationalgarde nur aus den Teilstreitkräften Heer und Luftstreitkräfte, nicht aber einer marinen Komponenten besteht, wird die Position grundsätzlich mit einem Offizier der United States Army (USA) oder der United States Air Force (USAF) besetzt.

## Funktion
Der Chief of the National Guard Bureau zeichnet verantwortlich für die Organisation und alle Operationen der Nationalgarde. Er wird auf Vorschlag des Verteidigungsministeriums vom US-Präsidenten für eine vierjährige Amtszeit nominiert und muss vom Senat mit einfacher Mehrheit bestätigt werden.
Der CNGB fungiert im Auftrag des Vorsitzenden des Vereinigten Generalstabs als Berater des Verteidigungsministers in Fragen bundesstaatlicher Angelegenheiten die Nationalgarde betreffend, ebenso als Berater des Secretary of the Army und des Generalstabschef der US Army bzw. des Secretary of the Air Force und des Generalstabschefs der US Air Force.
Seit August 2024 amtiert General Steven Nordhaus (USAF) als CNGB.

## Liste der Amtsinhaber
Die folgende Aufstellung listet nur die offiziell geführten CNGB, nicht aber Offiziere, die das Amt nur kommissarisch innehatten.
| Nr. | Name                            | Bild | Beginn der Berufung | Ende der Berufung   |
| --- | ------------------------------- | ---- | ------------------- | ------------------- |
| 30  | GEN Steven Nordhaus (USAF)      |      | seit 2. August 2024 | seit 2. August 2024 |
| 29  | GEN Daniel R. Hokanson (USA)    |      | 3. August 2020      | 2. August 2024      |
| 28  | GEN Joseph L. Lengyel (USAF)    |      | 3. August 2016      | 3. August 2020      |
| 27  | GEN Frank J. Grass (USA)        |      | 7. September 2012   | 3. August 2016      |
| 26  | GEN Craig R. McKinley (USAF)    |      | 17. November 2008   | 6. September 2012   |
| 25  | LTG H. Steven Blum (USA)        |      | 11. April 2003      | 17. November 2008   |
| 24  | LTG Russell C. Davis (USAF)     |      | 4. August 1998      | 3. August 2002      |
| 23  | LTG Edward D. Baca (USA)        |      | 1. Oktober 1994     | 31. Juli 1998       |
| 22  | LTG John B. Conaway (USAF)      |      | 1. Februar 1990     | 1. Dezember 1993    |
| 21  | LTG Herbert R. Temple Jr. (USA) |      | 16. August 1986     | 31. Januar 1990     |
| 20  | LTG Emmett H. Walker (USA)      |      | 16. August 1982     | 15. August 1986     |
| 19  | LTG La Vern E. Weber (USA)      |      | 16. August 1974     | 15. August 1982     |
| 18  | MG Francis S. Greenlief (USA)   |      | 1. September 1971   | 23. Juni 1974       |
| 17  | MG Winston P. Wilson (USAF)     |      | 31. August 1963     | 31. August 1971     |
| 16  | MG Donald W. McGowan (USA)      |      | 20. Juli 1959       | 30. August 1963     |
| 15  | MG Edgar C. Erickson (USA)      |      | 22. Juni 1953       | 31. Mai 1959        |
| 14  | MG Raymond H. Fleming (USA)     |      | 5. September 1950   | 15. Februar 1953    |
| 13  | MG Kenneth F. Cramer (USA)      |      | 30. September 1947  | 4. September 1950   |
| 12  | MG Butler B. Miltonberger (USA) |      | 1. Februar 1946     | 29. September 1947  |
| 11  | MG John F. Williams (USA)       |      | 31. Januar 1940     | 30. Januar 1946     |
| 10  | MG Albert H. Blanding (USA)     |      | 31. Januar 1936     | 30. Januar 1940     |
| 9   | MG George E. Leach (USA)        |      | 1. Dezember 1931    | 30. November 1935   |
| 8   | MG William G. Everson (USA)     |      | 1. Oktober 1929     | 30. November 1931   |
| 7   | MG Creed C. Hammond (USA)       |      | 29. Juni 1925       | 28. Juni 1929       |
| 6   | MG George C. Rickards (USA)     |      | 29. Juni 1921       | 28. Juni 1925       |
| 5   | MG Jesse McI. Carter (USA)      |      | 26. November 1917   | 28. Juni 1921       |
| 4   | MG William Abram Mann (USA)     |      | 26. Oktober 1916    | 26. November 1917   |
| 3   | MG Albert Leopold Mills (USA)   |      | 18. September 1916  | 1. September 1912   |
| 2   | BG Robert K. Evans (USA)        |      | 15. März 1911       | 31. August 1912     |
| 1   | COL Erasmus M. Weaver (USA)     |      | 14. Februar 1908    | 14. März 1911       |

## Flagge

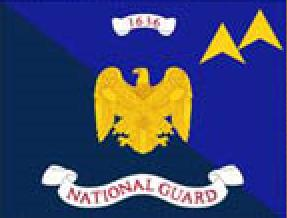
Ehemalige CNGB-Flagge ohne Sterne, in Gebrauch von 1998 bis 2008

Die Kommandoflagge des CNGB zeigt einen goldenen Adler auf in zwei unterschiedlichen Blautönen gehaltenem Grund. Das dunklere Blau ist die Farbe der US Army, das hellere die der US Air Force, die beiden Pfeile in der rechten oberen Ecke symbolisieren die Fliegereinheiten der Nationalgarde. Mit Aufwertung der Position des CNGB auf eine Vier-Sterne-Dienststellung im Jahr 2008 wurden der Flagge außerdem vier silberne Sterne hinzugefügt, die in älteren Ausführungen nicht enthalten waren (vgl. Abbildung rechts).